# پیلیش‌سنت‌کرست
پیلیش‌سِنت‌کِرِست (به مجاری:  Pilisszentkereszt) یک منطقهٔ مسکونی در مجارستان است که در ناحیه سنت‌اندره واقع شده‌است. پیلیش‌سنت‌کرست ۱۷٫۲۱ کیلومتر مربع مساحت و ۲٬۲۷۵ نفر جمعیت دارد.